# Mistrzostwa Europy w Biathlonie 2005
Mistrzostwa Europy w Biathlonie 2005 odbyły się w Nowosybirsku w Rosji, w dniach 16–20 lutego 2005 roku. Rozegrane zostały 4 konkurencje: bieg indywidualny, bieg sprinterski, bieg pościgowy i bieg sztafetowy. Wszystkie konkurencje zostały rozegrane dla mężczyzn i kobiet seniorów oraz juniorów. W sumie odbyło się 16 biegów.

## Wyniki Kobiet

### Bieg sprinterski – 7,5 km[1]
- Data: 16 lutego 2005

| Medal | Zawodnik              | Narodowość | Strzelanie | Wynik   | Strata  |
| ----- | --------------------- | ---------- | ---------- | ------- | ------- |
|       | Swietłana Czernousowa | Rosja      | 0+1        | 23:43,8 |         |
|       | Swietłana Iszmuratowa | Rosja      | 1+1        | 24:27,0 | +43,2   |
|       | Anna Bogalij          | Rosja      | 1+1        | 24:28,9 | +45,1   |
| ...   | ...                   | ...        | ...        | ...     | ...     |
| 27.   | Izabela Hobot         | Polska     | 1+2        | 31:24,3 | +7:40,5 |

### Bieg pościgowy – 10 km[2]
- Data: 18 lutego 2005

| Medal | Zawodnik          | Narodowość | Strzelanie | Wynik   | Strata   |
| ----- | ----------------- | ---------- | ---------- | ------- | -------- |
|       | Oksana Chwostenko | Ukraina    | 0+0+1+0    | 36:36,7 |          |
|       | Irina Malgina     | Rosja      | 0+1+1+0    | 37:30,3 | +53,6    |
|       | Anna Bogalij      | Rosja      | 0+0+2+2    | 37:36,9 | +1:00,2  |
| ...   | ...               | ...        | ...        | ...     | ...      |
| 22.   | Izabela Hobot     | Polska     | 2+1+2+2    | 54:14,1 | +17:37,4 |

### Bieg sztafetowy – 4 × 6 km[3]
- Data: 19 lutego 2005

| Medal | Drużyna                                                                           | Strzelanie                              | Wynik      | Strata  |
| ----- | --------------------------------------------------------------------------------- | --------------------------------------- | ---------- | ------- |
|       | Rosja · Irina Malgina · Jelena Chrustalowa · Swietłana Iszmuratowa · Anna Bogalij | 0+3 0+4 0+1 0+0 0+0 0+1 0+1 0+2 0+1 0+1 | 1:27:21,82 |         |
|       | Ukraina · Oksana Chwostenko · Nina Łemesz · Iryna Tananajko · Oksana Jakowlewa    | 0+4 0+4 0+0 0+0 0+3 0+2 0+0 0+0 0+1 0+2 | 1:29:14,69 | +1:52,8 |
|       | Czechy · Lenka Faltusová · Magda Rezlerová · Irena Česneková · Zdeňka Vejnarová   | 0+6 1+6 0+2 0+2 0+2 1+3 0+1 0+0 0+1 0+1 | 1:32:12,64 | +4:50,8 |

Polki nie startowały.

### Bieg indywidualny – 15 km[4]
- Data: 20 lutego 2005

| Medal | Zawodnik              | Narodowość | Strzelanie | Wynik   | Strata |
| ----- | --------------------- | ---------- | ---------- | ------- | ------ |
|       | Swietłana Iszmuratowa | Rosja      | 0+1+1+1    | 45:23,3 |        |
|       | Sabrina Buchholz      | Niemcy     | 0+0+1+0    | 45:34,3 | +11,0  |
|       | Anna Bogalij          | Rosja      | 1+1+0+1    | 45:49,7 | +26,4  |

Polki nie startowały.

## Wyniki kobiet (juniorki)

### Bieg sprinterski – 7,5 km[5]
- Data: 16 lutego 2005

| Medal | Zawodnik                     | Narodowość | Strzelanie | Wynik   | Strata  |
| ----- | ---------------------------- | ---------- | ---------- | ------- | ------- |
|       | Anna Bułygina                | Rosja      | 0+1        | 24:23,0 |         |
|       | Anastasija Kuźmina           | Rosja      | 1+0        | 24:32,3 | +9,3    |
|       | Lubow Pietrowa               | Rosja      | 1+1        | 26:00,5 | +1:37,5 |
| ...   | ...                          | ...        | ...        | ...     | ...     |
| 10.   | Weronika Nowakowska-Ziemniak | Polska     | 0+1        | 27:55,5 | +3:32,5 |
| 11.   | Agnieszka Grzybek            | Polska     | 2+1        | 28:03,1 | +3:40,1 |
| 12.   | Paulina Bobak                | Polska     | 3+0        | 28:06,6 | +3:43,6 |
| 16.   | Tiffany Tyrała               | Polska     | 3+3        | 31:36,2 | +7:13,2 |

### Bieg pościgowy – 10 km[6]
- Data: 18 lutego 2005

| Medal | Zawodnik           | Narodowość | Strzelanie | Wynik   | Strata   |
| ----- | ------------------ | ---------- | ---------- | ------- | -------- |
|       | Anastasija Kuźmina | Rosja      | 2+1+1+2    | 40:31,6 |          |
|       | Lubow Pietrowa     | Rosja      | 1+0+2+1    | 41:20,9 | +49,3    |
|       | Anna Bułygina      | Rosja      | 4+1+3+2    | 41:35,6 | +1:04,0  |
| ...   | ...                | ...        | ...        | ...     | ...      |
| 6.    | Agnieszka Grzybek  | Polska     | 3+0+0+2    | 45:59,8 | +5:28,2  |
| 10.   | Paulina Bobak      | Polska     | 2+1+3+2    | 47:47,5 | +7:15,9  |
| 14.   | Tiffany Tyrała     | Polska     | 4+4+1+1    | 54:51,4 | +14:19,8 |

### Bieg sztafetowy – 3 x 6 km[7]
- Data: 19 lutego 2005

| Medal | Drużyna                                                                   | Strzelanie                      | Wynik      | Strata  |
| ----- | ------------------------------------------------------------------------- | ------------------------------- | ---------- | ------- |
|       | Rosja · Marija Kosinowa · Anastasija Kuzniecowa · Jekatierina Sawina      | 0+6 3+9 0+2 1+3 0+2 1+3         | 1:14:55,56 |         |
|       | Polska · Paulina Bobak · Weronika Nowakowska-Ziemniak · Agnieszka Grzybek | 1+7 0+8 0+3 0+2 0+1 0+3 1+3 0+3 | 1:16:07,68 | +1:12,1 |
|       | Ukraina · Wita Semerenko · Wałentyna Semerenko · Nina Karasewycz          | 1+6 6+9 0+3 1+3 1+3 2+3 0+0 3+3 | 1:18:41,06 | +3:45,5 |

### Bieg indywidualny – 12,5 km[8]
- Data: 20 lutego 2005

| Medal | Zawodnik          | Narodowość | Strzelanie | Wynik   | Strata  |
| ----- | ----------------- | ---------- | ---------- | ------- | ------- |
|       | Paulina Bobak     | Polska     | 0+0+0+0    | 41:08,8 |         |
|       | Irina Moszewitina | Kazachstan | 0+2+0+0    | 42:28,6 | +1:19,8 |
|       | Olga Dudczenko    | Kazachstan | 0+0+0+0    | 42:46,6 | +1:37,8 |

## Wyniki Mężczyzn

### Bieg sprinterski – 10 km[9]
- Data: 16 lutego 2005

| Medal | Zawodnik           | Narodowość | Strzelanie | Wynik   | Strata  |
| ----- | ------------------ | ---------- | ---------- | ------- | ------- |
|       | Alaksiej Ajdarau   | Białoruś   | 0+0        | 27:46,5 |         |
|       | Andrij Deryzemla   | Ukraina    | 0+2        | 27:52,4 | +5,9    |
|       | Aleksiej Bołtienko | Rosja      | 0+1        | 27:52,7 | +6,2    |
| ...   | ...                | ...        | ...        | ...     | ...     |
| 30.   | Kazimierz Obrochta | Polska     | 1+1        | 33:48,1 | +6:01,6 |

### Bieg pościgowy – 12,5 km[10]
- Data: 18 lutego 2005

| Medal | Zawodnik           | Narodowość | Strzelanie | Wynik   | Strata   |
| ----- | ------------------ | ---------- | ---------- | ------- | -------- |
|       | Andrij Deryzemla   | Ukraina    | 0+1+2+0    | 36:55,8 |          |
|       | Carsten Pump       | Niemcy     | 1+1+2+1    | 37:28,6 | +32,8    |
|       | Aleksiej Bołtienko | Rosja      | 0+1+1+0    | 38:02,8 | +1:07,0  |
| ...   | ...                | ...        | ...        | ...     | ...      |
| 27.   | Kazimierz Obrochta | Polska     | 0+1+1+4    | 50:06,9 | +13:11,1 |

### Bieg sztafetowy – 4 × 7,5 km[11]
- Data: 19 lutego 2005

| Medal | Drużyna                                                                                       | Strzelanie                              | Wynik      | Strata  |
| ----- | --------------------------------------------------------------------------------------------- | --------------------------------------- | ---------- | ------- |
|       | Rosja · Aleksiej Bołtienko · Siergiej Bałandin · Pawieł Rostowcew · Dmitrij Jaroszenko        | 0+2 0+4 0+1 0+2 0+1 0+1 0+0 0+0 0+0 0+1 | 1:27:06,11 |         |
|       | Ukraina · Wjaczesław Derkacz · Andrij Deryzemla · Ołeksij Korobiejnikow · Ołeksandr Biłanenko | 0+3 0+2 0+0 0+1 0+3 0+0 0+0 0+0         | 1:27:11,68 | +5,5    |
|       | Niemcy · Hansjörg Reuter · Carsten Pump · Carsten Heymann · Jörn Wollschläger                 | 0+7 0+3 0+2 0+0 0+2 0+1 0+1 0+1 0+2 0+1 | 1:29:39,68 | +2:33,5 |

Polacy nie startowali.

### Bieg indywidualny – 20 km[12]
- Data: 20 lutego 2005

| Medal | Zawodnik         | Narodowość | Strzelanie | Wynik   | Strata  |
| ----- | ---------------- | ---------- | ---------- | ------- | ------- |
|       | Carsten Pump     | Niemcy     | 0+0+2+0    | 55:16,1 |         |
|       | Pavol Hurajt     | Słowacja   | 0+1+0+1    | 56:21,7 | +1:05,6 |
|       | Pawieł Rostowcew | Rosja      | 0+1+0+2    | 56:35,9 | +1:19,8 |

## Wyniki Mężczyzn (juniorzy)

### Bieg sprinterski – 10 km[13]
- Data: 16 lutego 2005

| Medal | Zawodnik             | Narodowość | Strzelanie | Wynik   | Strata  |
| ----- | -------------------- | ---------- | ---------- | ------- | ------- |
|       | Ołeh Bereżnyj        | Ukraina    | 0+0        | 29:04,2 |         |
|       | Ondřej Moravec       | Czechy     | 2+1        | 29:48,1 | +43,9   |
|       | Iwan Panczenko       | Rosja      | 3+2        | 29:54,4 | +50,2   |
| ...   | ...                  | ...        | ...        | ...     | ...     |
| 11.   | Mirosław Kobus       | Polska     | 2+1        | 31:08,4 | +2:04,2 |
| 14.   | Adam Kwak            | Polska     | 3+1        | 31:24,0 | +2:19,8 |
| 19.   | Krzysztof Uklejewicz | Polska     | 2+2        | 32:59,6 | +3:55,4 |
| 24.   | Stanisław Kępka      | Polska     | 2+2        | 33:23,8 | +4:19,6 |

### Bieg pościgowy – 12,5 km[14]
- Data: 18 lutego 2005

| Medal | Zawodnik             | Narodowość | Strzelanie | Wynik   | Strata  |
| ----- | -------------------- | ---------- | ---------- | ------- | ------- |
|       | Ondřej Moravec       | Czechy     | 0+1+1+2    | 38:43,7 |         |
|       | Ołeh Bereżnyj        | Ukraina    | 1+1+2+0    | 39:07,1 | +23,4   |
|       | Iwan Panczenko       | Rosja      | 1+0+4+3    | 40:00,5 | +1:16,8 |
| ...   | ...                  | ...        | ...        | ...     | ...     |
| 11.   | Adam Kwak            | Polska     | 1+2+3+1    | 43:58,6 | +5:14,9 |
| 13.   | Mirosław Kobus       | Polska     | 0+1+4+4    | 44:32,7 | +5:49,0 |
| 16.   | Krzysztof Uklejewicz | Polska     | 1+2+1+1    | 45:54,2 | +7:10,5 |
| 17.   | Stanisław Kępka      | Polska     | 0+1+1+1    | 45:54,8 | +7:11,1 |

### Bieg sztafetowy – 4 × 7,5 km[15]
- Data: 19 lutego 2005

| Medal | Drużyna                                                                          | Strzelanie                              | Wynik      | Strata  |
| ----- | -------------------------------------------------------------------------------- | --------------------------------------- | ---------- | ------- |
|       | Rosja · Igor Minczenkow · Iwan Panczenko · Andriej Jewstropow · Pawieł Borisow   | 0+5 1+7 0+0 0+1 0+2 1+3 0+3 0+1 0+0 0+2 | 1:31:03,96 |         |
|       | Słowenia · Andraž Šemrov · Klemen Bauer · Matej Brvar · Peter Dokl               | 0+7 1+7 0+3 0+2 0+2 1+3 0+2 0+1 0+0 0+1 | 1:34:08,39 | +3:04,4 |
|       | Ukraina · Ihor Jaszczenko · Jewhenij Horbaczow · Ołeh Bereżnyj · Ołeksandr Kołos | 1+7 0+7 1+3 0+1 0+2 0+3 0+0 0+0 0+2 0+3 | 1:34:56,17 | +3:52,2 |
| ...   | ...                                                                              | ...                                     | ...        | ...     |
| 5.    | Polska · Stanisław Kępka · Mirosław Kobus · Krzysztof Uklejewicz · Adam Kwak     | 1+6 2+9 0+2 1+3 1+3 1+3 0+1 0+0 0+0 0+3 | 1:39:17,06 | +8:13,1 |

### Bieg indywidualny – 15 km[16]
- Data: 20 lutego 2005

| Medal | Zawodnik             | Narodowość | Strzelanie | Wynik   | Strata   |
| ----- | -------------------- | ---------- | ---------- | ------- | -------- |
|       | Igor Minczenkow      | Rosja      | 0+0+1+0    | 40:45,7 |          |
|       | Ołeh Bereżnyj        | Ukraina    | 0+0+0+0    | 40:58,3 | +12,6    |
|       | Kirył Szczerbakow    | Rosja      | 0+0+0+1    | 42:28,0 | +1:42,3  |
| ...   | ...                  | ...        | ...        | ...     | ...      |
| 17.   | Mirosław Kobus       | Polska     | 1+2+2+2    | 48:30,9 | +7:45,2  |
| 19.   | Adam Kwak            | Polska     | 1+2+3+3    | 50:13,7 | +9:28,0  |
| 20.   | Stanisław Kępka      | Polska     | 2+2+1+3    | 50:28,9 | +9:43,2  |
| 21.   | Krzysztof Uklejewicz | Polska     | 4+2+1+1    | 50:58,6 | +10:12,9 |

## Tabela medalowa
| Miejsce | Państwo    |   |   |    | Razem |
| ------- | ---------- | - | - | -- | ----- |
| 1.      | Rosja      | 9 | 4 | 11 | 24    |
| 2.      | Ukraina    | 3 | 5 | 2  | 10    |
| 3.      | Niemcy     | 1 | 2 | 1  | 4     |
| 4.      | Czechy     | 1 | 1 | 1  | 3     |
| 5.      | Polska     | 1 | 1 |    | 2     |
| 6.      | Białoruś   | 1 |   |    | 1     |
| 7.      | Kazachstan |   | 1 | 1  | 2     |
| =8.     | Słowacja   |   | 1 |    | 1     |
| =8.     | Słowenia   |   | 1 |    | 1     |